# Catherine Russell (Sängerin)

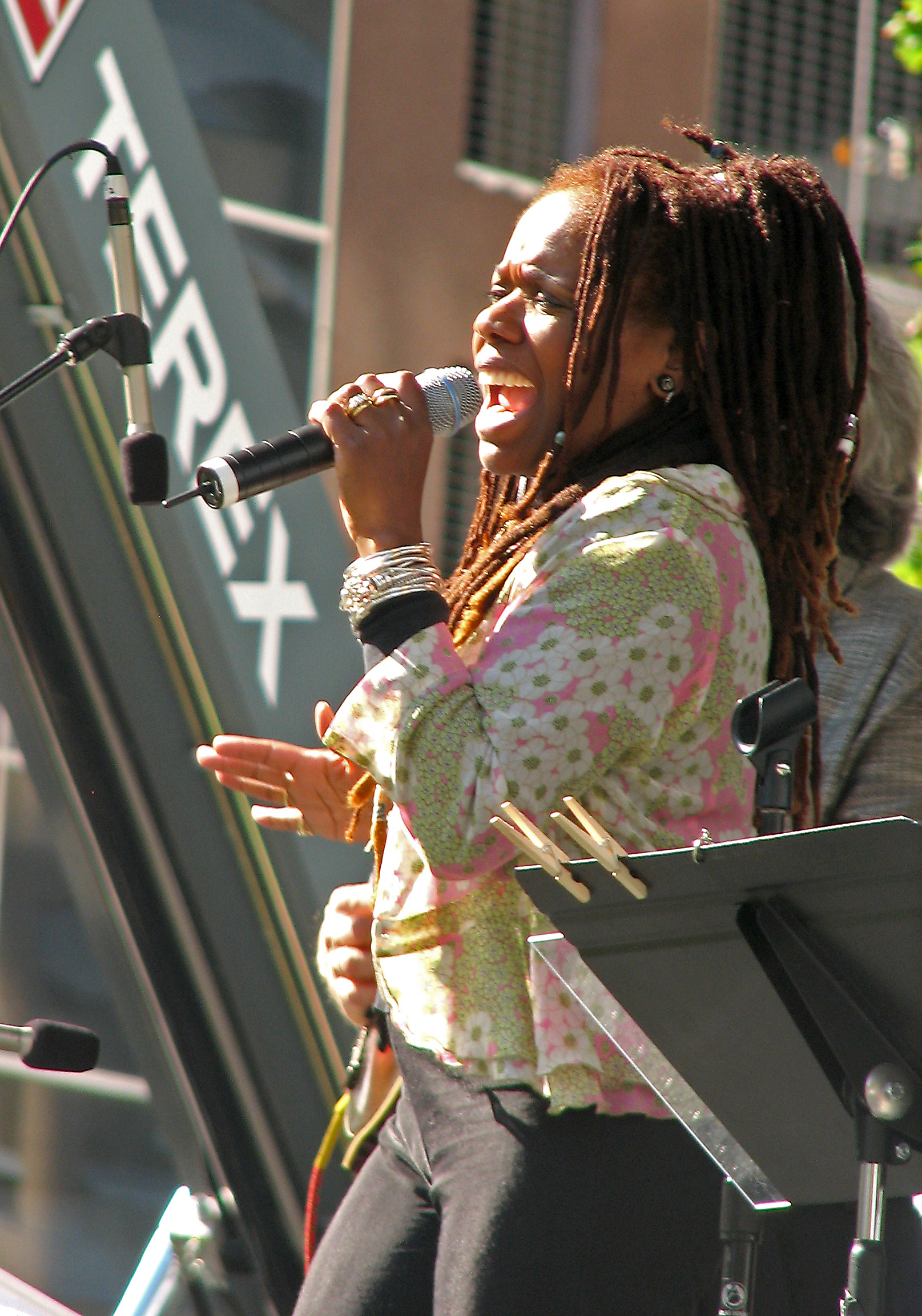
Catherine Russell (2006)

Catherine Russell (* 1956 in New York) ist eine US-amerikanische Jazz und Blues-Sängerin.

## Leben
Ihr Vater Luis Russell stammt aus Panama. Er wanderte nach New Orleans ein und lebte dort einige Jahre, bevor er sich in New York niederließ. Er wurde Pianist und Bandleader und war über viele Jahre Louis Armstrongs musikalischer Direktor. Ihre Mutter Carline Ray ist eine Bassistin und Sängerin, die über Abschlüsse der Juillard und Manhattan School of Music verfügt. (Sie ist unter anderem mit Mary Lou Williams und Wynton Marsalis aufgetreten.)
Auch Catherine Russell schlug eine musikalische Karriere als Sängerin ein. Ihre formale Gesangsausbildung machte sie am Berklee College of Music in Boston, sagt jedoch, ihre beste Lehrerin wäre ihre Mutter gewesen. Dennoch gab sie ihr Debüt als Tänzerin in einer Broadway-Show, wechselte dann aber doch in das Gesangsfach und verdiente sich ihr Geld als gefragte Backgroundsängerin. Mehr als zwanzig Jahre stand sie in der zweiten Reihe und sang  auf der ganzen Welt u. a. mit Paul Simon, David Bowie, Steely Dan, Cyndi Lauper, Jackson Browne, Donald Fagen und Rosanne Cash. Erst 2004 fasste sie den Mut, ein Album unter eigenem Namen aufzunehmen.

## Werke
Russell erhielt einen Vertrag beim „World Village Label“ von Harmonia Mundi. Dort hat sie mehrere Alben unter eigenem Namen herausgebracht, 2006 ihr Debütalbum Cat zusammen mit dem Gitarristen Frank Portolese und dem Banjo- oder Mandolinenspieler Stuart J. Rosenberg; 2008 folgte auf demselben Label ihr zweites Album Sentimental Streak in der Besetzung Catherine Russell (Gesang), Mark Shane (Piano), Larry Ham (Piano), Lee Hudson (Bass), Jimmy Wormworth (Schlagzeug), Matt Munisteri (Gitarre und Banjo), Larry Campbell (Gitarre und Geige), Steven Bernstein (Trompete und Cornet), Howard Johnson (Tuba), Eric Lawrence (Saxophon) und Rachelle Garniez (Akkordeon).
Ihre CDs zeigen ihre Wurzeln um Blues, R&B, Soul, Swing und Jazz. Elemente des frühen New Orleans Jazz sind dabei ebenso wenig zu überhören wie Anleihen an ihre Vorbilder Etta James, Abbey Lincoln, Louis Armstrong, Bessie Smith, Pearl Bailey und Ella Fitzgerald. Für das zweite, überwiegend akustisch arrangierte, Album Sentimental Streak erhielt sie unter anderem 2008 den Preis der deutschen Schallplattenkritik in der Sparte Jazz. Ihr Album Strictly Romancin’ (World Village/Harmonia Mundi) wurde 2013 von der französischen Académie du Jazz mit dem Prix Billie Hollyday (Prix du Jazz Vocal) ausgezeichnet. Ihr Album Harlem on My Mind (World Village/Harmonia Mundi 2016) wurde für den Grammy als „bestes Jazz-Gesangsalbum“ nominiert. 2019 legte sie ihr siebtes, Grammy-nominiertes Studioalbum  Alone Together (Dot Time Records) vor; darauf singt sie Standards aus dem American Songbook: traditionellen New Orleans Jazz, Swing und Blues. 2022 erschien ihr Album Send for Me (Dot Time Records) und Good Time Music (Community Music, Vol. 2) (2022) mit Steven Bernstein’s Millennial Territory Orchestra. Mit dem Pianisten Sean Mason entstand das Album My Ideal (Dot Time, 2024).
Daneben ist sie auch auf einem Live-Mitschnitt vom Mary Lou Williams Women in Jazz Festival 2010 dokumentiert (auf der CD Walkin’ & Swingin’ Mary Lou Williams Women in Jazz Festival Vol. 2 ist sie auf zwei Titeln mit dem Diva Jazz Orchestra zu hören).